# Judith Forest
Pour les articles homonymes, voir Forest.
Judith Forest est une auteure française fictive de bande dessinée, supposément née à Calais en 1983. Elle s'est fait connaître grâce à sa bande dessinée autobiographique, 1h25, parue en 2009 aux éditions La 5e Couche (Bruxelles). 

## Biographie

### Existence
En janvier 2010 se répand la rumeur que Judith Forest serait en réalité une auteure imaginaire créée par William Henne, Thomas Boivin et Xavier Löwenthal qui auraient ainsi fomenté le second canular de l'histoire de la BD (après « l'affaire Frantico » en 2005). Thomas Boivin a confirmé cette rumeur dans une interview où il explique comment ce canular a été construit, à la fois comme une blague et afin de compenser les difficultés financières de la maison d’édition La 5e Couche : 

« Mon collègue William s’est alors demandé comment nous pourrions faire pour vendre nos livres (et renflouer nos caisses, car nous avions eu une mauvaise année, avec bien plus de dettes que de rentrées d’argent). J’ai répondu – c’était alors une simple blague – qu’il suffisait de faire une autobiographie de jeune fille largement agrémentée d’anecdotes sur sa vie sexuelle, genre jouissant toujours d’un succès assuré. »

Xavier Löwenthal a également affirmé dans une interview que Judith Forest n’est pas une vraie auteure et qu’1h25 est « une imitation, une parodie des bandes dessinées d’autofiction de fille, ce qui pour le coup en fait une œuvre misogyne, mais sur le registre de l’ironie ».
Si une « Judith Forest » a été vue dans les médias,, il s’agissait d’une personne « choisie comme pour un casting afin qu'elle puisse correspondre au personnage de 1 h 25 ».
Bien que certains journalistes aient laissé penser que le récit développé dans 1h25 était authentique et qu’une véritable auteure se cachait sous ce pseudonyme, plusieurs articles confirment qu’il s’agit bien d’un canular,.

## Publications
- 1h25, La 5e Couche, coll. « Extracteur », 304 p., Bruxelles, 2009. 1h25 a suscité l'engouement de la critique, mais aussi des polémiques sur la valeur du genre autobiographique[9],[10],[11],[12],[13],[14],[15].
- Momon, La 5e Couche, coll. « Extracteur », 108 p., Bruxelles, 2011[16],[17].
- Journaux, La 5e Couche, coll. « Extracteur », 500 p., Bruxelles, 2018.